# 400 mètres quatre nages féminin aux championnats du monde de natation 2024
Cet article traite de l'épreuve féminine. Pour la compétition masculine, voir 400 mètres quatre nages masculin aux championnats du monde de natation 2024.
Le 400 mètres quatre nages féminin est une épreuve de natation sportive des championnats du monde de natation 2024. Elle a lieu le 18 février 2024 à Doha au Qatar.

## Records
Avant cette compétition, les records dans cette discipline étaient :
| Record du monde       | 4 min 25 s 87 | Summer McIntosh | 1er avril 2023  | Toronto, Canada   |
| Record du championnat | 4 min 29 s 33 | Katinka Hosszú  | 30 juillet 2017 | Budapest, Hongrie |

## Résultats détaillés
Les 8 meilleurs temps se qualifient pour la finale (Q).

### Séries
| Rang | Série | Ligne | Nageuse               | Pays           | Temps        | Commentaire  |
| ---- | ----- | ----- | --------------------- | -------------- | ------------ | ------------ |
| 1    | 2     | 7     | Tessa Cieplucha       | Canada         | 4:40.80      | Q            |
| 2    | 2     | 2     | Anja Crevar           | Serbie         | 4:41.11      | Q            |
| 3    | 3     | 4     | Freya Colbert         | Royaume-Uni    | 4:42.33      | Q            |
| 4    | 2     | 5     | Cyrielle Duhamel      | France         | 4:42.68      | Q            |
| 5    | 3     | 6     | Anastasia Gorbenko    | Israël         | 4:42.79      | Q            |
| 6    | 2     | 6     | Ichika Kajimoto       | Japon          | 4:42.85      | Q            |
| 7    | 2     | 3     | Boglárka Kapás        | Hongrie        | 4:43.53      | Q            |
| 8    | 2     | 4     | Sara Franceschi       | Italie         | 4:43.61      | Q            |
| 9    | 3     | 2     | Lilla Bognar          | États-Unis     | 4:44.22      |              |
| 10   | 3     | 5     | Ella Jansen           | Canada         | 4:44.93      |              |
| 11   | 3     | 0     | Kristen Romano        | Porto Rico     | 4:45.78      |              |
| 12   | 2     | 8     | Mao Yihan             | Chine          | 4:46.88      |              |
| 13   | 3     | 1     | Kayla Han             | États-Unis     | 4:47.12      |              |
| 14   | 3     | 7     | Agostina Hein         | Argentine      | 4:47.45      |              |
| 15   | 3     | 8     | Gabrielle Roncatto    | Brésil         | 4:48.44      |              |
| 16   | 3     | 9     | Zuzanna Famulok       | Pologne        | 4:48.53      |              |
| 17   | 2     | 1     | Kamonchanok Kwanmuang | Modèle:THAI    | 4:49.11      |              |
| 18   | 2     | 0     | Xiandi Chua           | Philippines    | 4:51.01      |              |
| 19   | 3     | 3     | Kiah Melverton        | Australie      | 4:53.82      |              |
| 20   | 1     | 4     | Gwinn Applejean       | Taipei chinois | 5:00.08      |              |
| 21   | 1     | 3     | Karin Belbeisi        | Jordanie       | 5:20.71      |              |
| –    | 1     | 5     | Nikoleta Trníková     | Slovaquie      | Non partante | Non partante |

### Finale
| Rang               | Ligne | Nageur             | Pays        | Temps         |
| ------------------ | ----- | ------------------ | ----------- | ------------- |
| Médaille d'or      | 3     | Freya Colbert      | Royaume-Uni | 4 min 37 s 14 |
| Médaille d'argent  | 2     | Anastasia Gorbenko | Israël      | 4 min 37 s 36 |
| Médaille de bronze | 8     | Sara Franceschi    | Italie      | 4 min 37 s 86 |
| 4                  | 5     | Anja Crevar        | Serbie      | 4 min 38 s 93 |
| 5                  | 1     | Boglárka Kapás     | Hongrie     | 4 min 39 s 78 |
| 6                  | 6     | Cyrielle Duhamel   | France      | 4 min 41 s 95 |
| 7                  | 4     | Tessa Cieplucha    | Canada      | 4 min 43 s 02 |
| 8                  | 7     | Ichika Kajimoto    | Japon       | 4 min 43 s 61 |